# Vladimír Krajňák
Vladimír Krajňák (24. září 1927, Kežmarok – 16. ledna 2014, Poprad) byl slovenský lyžař.

## Lyžařská kariéra
Na VII. ZOH v Cortině d'Ampezzo 1956 reprezentoval Československo v alpském lyžování. V obřím slalovu skončil na 38. místě, ve sjezdu byl diskvalifikován a závod ve slalomu nedokončil. Na V. ZOH ve Svatém Mořiči 1948 byl nominován, ale při tréninku v dějišti her se zranil a nemohl startovat. Byl šestinásobným mistrem Československa. Na mistrovství světa 1954 ve švédském Aare skončil 27. ve sjezdu.